# جورج كينيدي (رياضي)
جورج كينيدي (بالفرنسية: George Washington Kendall)‏ (و. 1881 – 1921 م) هو رياضي كندي، ولد في مونتريال، توفي في مونتريال، عن عمر يناهز 40 عاماً، بسبب وباء إنفلونزا 1918، وإنفلونزا.

## التعليم
تعلم في High School of Montreal ‏.

## جوائز
حصل على جوائز منها:
- كأس ستانلي.